# Гунхе (повіт)
36°17′00″ пн. ш. 100°37′08″ сх. д. / 36.28341° пн. ш. 100.61884° сх. д.
Гунхе (кит. 共和县, пін. Gònghé Xiàn) — один із повітів КНР у складі Хайнань-Тибетської автономної префектури, провінція Цинхай. Адміністративний центр — містечко Чабча.

## Географія
Гунхе лежить на висоті близько 2860 метрів над рівнем моря на південь від озера Кукунор. Південно-східним кордоном повіту слугує річка Хуанхе.

### Клімат
Повіт знаходиться у зоні, котра характеризується континентальним субарктичним кліматом. Найтепліший місяць — липень із середньою температурою 16 °C. Найхолодніший місяць — січень, із середньою температурою -9 °С.
| Клімат повіту Гунхе     | Клімат повіту Гунхе | Клімат повіту Гунхе | Клімат повіту Гунхе | Клімат повіту Гунхе | Клімат повіту Гунхе | Клімат повіту Гунхе | Клімат повіту Гунхе | Клімат повіту Гунхе | Клімат повіту Гунхе | Клімат повіту Гунхе | Клімат повіту Гунхе | Клімат повіту Гунхе | Клімат повіту Гунхе |
| Показник                | Січ.                | Лют.                | Бер.                | Квіт.               | Трав.               | Черв.               | Лип.                | Серп.               | Вер.                | Жовт.               | Лист.               | Груд.               | Рік                 |
| Середній максимум, °C   | −0,2                | 3,7                 | 8,8                 | 14,1                | 17,7                | 20,3                | 22,5                | 22,2                | 17,8                | 12,5                | 6,5                 | 1,1                 | 12,3                |
| Середня температура, °C | −9                  | −4,9                | 0,7                 | 6,4                 | 10,8                | 13,9                | 16                  | 15,3                | 11                  | 4,8                 | −2,5                | −7,9                | 4,6                 |
| Середній мінімум, °C    | −15,7               | −11,7               | −5,8                | −0,3                | 4,4                 | 8,1                 | 10,3                | 9,5                 | 5,7                 | −1                  | −9                  | −14,4               | −1,7                |
| Норма опадів, мм        | 1.5                 | 1.7                 | 5.7                 | 13.7                | 41.3                | 56.5                | 73.6                | 68.2                | 46                  | 13.7                | 1.9                 | 1.1                 | 324.9               |
| Вологість повітря, %    | 43                  | 37                  | 37                  | 40                  | 48                  | 56                  | 61                  | 61                  | 64                  | 56                  | 44                  | 44                  | 49.3                |
| ----------------------- | ------------------- | ------------------- | ------------------- | ------------------- | ------------------- | ------------------- | ------------------- | ------------------- | ------------------- | ------------------- | ------------------- | ------------------- | ------------------- |
| Джерело: data.cma.cn    |                     |                     |                     |                     |                     |                     |                     |                     |                     |                     |                     |                     |                     |